# Дорофеев, Фёдор Иванович
Фёдор Ива́нович Дорофе́ев (5 января 1926, посёлок Рассвет, Куйбышевская область — 13 февраля 1945, Балтийское море) — советский воздушный стрелок-радист авиации Военно-морского флота во время Великой Отечественной войны, Герой Российской Федерации (23.02.1998, посмертно). Сержант (5.10.1944).

## Биография
Русский. Из семьи крестьян-колхозников. Учился в сельской школе в селе Медаевка, затем в с. Нижнее Санчелеево. Летом работал прицепщиком на тракторе в колхозе. Окончил 7 классов школы.
В Военно-морской флот СССР призван Ставропольским РВК Куйбышевской области в ноябре 1943 года. Дома остались трое младших братьев и молодая жена, с которой Фёдор прожил всего три месяца. С декабря 1943 по октябрь 1944 года учился в Военно-морском авиационном училище им. Леваневского (действовало тогда в эвакуации в Куйбышевской области). Там встретился с земляком Виктором Носовым. По окончании училища Ф. Дорофееву присвоили звание сержанта, он получил специальность стрелка-радиста и был направлен в распоряжение начальника штаба ВВС КБФ.
С 28 октября 1944 года он проходил службу в 51 минно-торпедном авиаполку ВВС Краснознамённого Балтийского Флота. Командир 51 мтап ВВС БФ полковник Орленко И. Ф., принимая прибывших, узнав о дружбе Виктора Носова, Александра Игошина и Фёдора Дорофеева, назначил их в один экипаж.
В таком составе экипаж на самолёте «Бостон» А-20 совершил шесть боевых вылетов:
- 12.12.1944 — в районе порта Либава в группе самолётов потоплен транспорт водоизмещением 6000 тонн (не вполне достоверно).
- 14.12.1944 — в группе самолётов топмачтовым бомбоударом в порту Либава потопил сторожевой катер противника.
- 22.12.1944 — в порту Либава потопили сторожевой катер противника (не вполне достоверно).
- 05.02.1945 — в районе Данцигской бухты в составе боевой группы самолётов потопил транспорт 7000 тонн (не вполне достоверно)[2][3].

В составе экипажа совершил выдающийся подвиг самопожертвования: 13 февраля 1945 года в южной части Балтийского моря (55°23′ с. ш. 19°00′ в. д.) при атаке немецкого морского конвоя самолёт В. Носова атаковал транспорт водоизмещением 6000 тонн. Уже в зашедший на боевой курс самолёт попал зенитный снаряд. Не сворачивая с боевого курса, самолет, управляемый лётчиком Виктором Носовым, был направлен на таран транспорта противника и потопил его. Воздушный стрелок-радист Дорофеев Ф. И. до самого столкновения вёл непрерывный огонь по противнику. Весь экипаж самолёта погиб.
Указом Президента Российской Федерации № 187 от 23 февраля 1998 года «за мужество и героизм, проявленные в борьбе с немецко-фашистскими захватчиками в Великой Отечественной войне 1941—1945 годов», сержанту Фёдору Ивановичу Дорофееву присвоено звание Героя Российской Федерации (посмертно). Этим же указом звание Героев присвоено В. П. Носову и А. И. Игошину.
Вдова Героя, Анна Степановна с благословения родителей первого мужа впоследствии вышла замуж за Петра Досаева, будущего Героя Социалистического Труда.

## Награды
- Герой Российской Федерации (23.02.1998, посмертно; медаль «Золотая Звезда» № 439).
- Медаль «За отвагу» — «за отличное выполнение боевых заданий командования на фронте борьбы с немецко-фашистскими захватчиками, проявленные при этом мужество и отвагу» (посмертно) (15.03.1945).

## Память
- В Польше установлен памятник экипажу В. П. Носова. На мемориальной доске монумента надпись: «Советским летчикам Виктору Носову, Александру Игошину, Фёдору Дорофееву, которые 13 февраля 1945 г. пали богатырской смертью за нашу и вашу свободу». В постсоциалистической Польше памятник подвергался атакам вандалов и ныне частично демонтирован.
- Перед зданием средней школы № 1 на ул. Мира в Тольятти установлен мемориал: стела с самолетом и барельефами летчиков-балтийцев и памятная доска с именами выпускников школы, погибших в годы Великой Отечественной войны на фронтах (авторы В. Д. Петров, И. И. Бурмистенко, В. Коршунов, Ю. Ащеулов, В. Калеватов).
- Мемориальный знак в память о Герое установлен на его родине в пос. Рассвет (2017).
- Именем Ф. Дорофеева в городе Тольятти в 2007 году назван проезд Дорофеева.